# Bisternalis
Bisternalis es un género de ácaros perteneciente a la familia  Laelapidae.

## Especies
- Bisternalis camargoi Baker, Flechtmann & Delfinado-Baker, 1984
- Bisternalis formosus Baker, Flechtmann & Delfinado-Baker, 1984
- Bisternalis hunteri Baker, Delfinado-Baker & Reyes-Ordaz, 1983
- Bisternalis mexicanus Baker, Delfinado-Baker & Reyes-Ordaz, 1983
- Bisternalis rettenmeyeri Hunter, 1963
- Bisternalis trigonarum Baker, Flechtmann & Delfinado-Baker, 1984